# Cirrhophanus magnifer
Cirrhophanus magnifer är en fjärilsart som beskrevs av Dyar 1907. Cirrhophanus magnifer ingår i släktet Cirrhophanus och familjen nattflyn. Inga underarter finns listade i Catalogue of Life.